# Karl Albrecht jr.
Karl Albrecht junior (* 4. Juni 1947 in Essen) ist ein deutscher Unternehmer sowie Erbe und Miteigentümer von Aldi Süd. Gemeinsam mit seiner Schwester Beate Heister kontrollierte er Mitte 2019 ein Vermögen von 34,6 Milliarden US-Dollar (ca. 30,8 Milliarden Euro), womit er zu den reichsten Deutschen gehört.
Wie andere Mitglieder der Familie Albrecht lebt er zurückgezogen und es sind nur wenige öffentlich zugängliche Fotos von ihm vorhanden.

## Leben
Karl Albrecht Junior wurde 1947 als Sohn von Karl Albrecht und Maria Albrecht (geborene Tenbrink) geboren. Er machte sein Abitur in der Schweiz, wonach er Rechtswissenschaft studierte und einen Abschluss als promovierter Jurist machte. Danach begann er in unterschiedlichen Positionen für den Konzern Aldi Süd zu arbeiten und war dort unter anderem für das Geschäft in den Vereinigten Staaten zuständig. Er setzte sich 2004 zur Ruhe, nachdem er zum dritten Mal an Krebs erkrankt war, wovon er inzwischen genesen ist.
Karl Junior ist mit Gabriele Mertes (geb. 1953) verheiratet und hat keine Kinder.

## Vermögen
Er und seine Schwester Beate Heister kontrollieren die Familienstiftung, die Siepmann-Stiftung (benannt nach ihrer Großmutter), die wiederum Aldi Süd, die Quelle ihres gemeinsamen Vermögens, kontrolliert. Die Stiftung hält das Gesamtvermögen und das Markenrecht an Aldi Süd. In der Liste The World’s Billionaires von Forbes belegt er 2019 gemeinsam mit seiner Schwester Beate Heister Platz 23.
Weitere Stiftungen sind die Oertl-Stiftung, vormals Maria-Albrecht-Stiftung, und die Elisen-Stiftung. Während die Oertl-Stiftung die Herz-und-Kreislauf-Forschung finanziell unterstützt, widmet sich die Elisen-Stiftung der Förderung von Kulturprojekten.